# Spirochaetales
Ordre
Les Spirochaetales sont un ordre de bactéries hélicoïdales à Gram négatif de la classe des Spirochaetia. Son nom provient de Spirochaeta qui est le genre type de cet ordre.

## Liste de familles
Selon la LPSN (1er décembre 2022) :
- Borreliaceae Gupta et al. 2014
- Breznakiellaceae Brune et al. 2022
- Sphaerochaetaceae Hördt et al. 2020
- Spirochaetaceae Swellengrebel 1907
- Treponemataceae Robinson 1948

Cet ordre comporte de plus une famille en attente de publication valide, les « Termitinemataceae » Song et al. 2021.